# Winsford
Winsford è una cittadina di 29.683 abitanti della contea del Cheshire, in Inghilterra.